# Großenbrode
Großenbrode er en by i det nordlige Tyskland, beliggende i Amt Oldenburg-Land under Kreis Østholsten. Kreis Østholsten ligger i den østlige del af delstaten Slesvig-Holsten. Byen er beliggende ved Femernsund i Nordøstholsten.
Indtil 1963 var der færgeforbindelse fra Großenbrode Fähre til Femern. I 1951-1963 var der desuden færgeforbindelse fra banegården Großenbrode Kai til Gedser på Falster. Indtil Fugleflugtslinjen åbnede var dette den hurtigste togforbindelse mellem København og Hamborg. Femernsundbroen har sin fastlandsforbindelse i kommunen.
Byen hørte historisk til det vendiske område.
- Wikimedia Commons har flere filer relateret til Großenbrode